# Kasteel Calmont
Het Kasteel Calmont is een landhuis in de gemeente Kluisbergen. 

## Ligging en beschrijving
Het landhuis ligt nabij de top van de Kluisberg en het Kluisbos in Kluisbergen in de Vlaamse Ardennen. Het ligt net op het grondgebied van de vroegere gemeente Ruien, nabij de grens met Kwaremont. Het is toegankelijk via een lange lindendreef vanuit de Knoktstraat. Nabij deze ingang bevindt zich een gebouwtje voor de vroegere publieke waterpomp. 
Een tweede zuidelijker toegang vanuit de Knoktstraat, leidt door een beukendreef en was de toegang van het nieuw kasteel. 
Het huidige landhuis is een wit bepleisterd en geschilderd gebouw in sobere empirestijl. Een dienstgebouw met een ruim koetshuis zijn verbonden met het kasteel via een poortgevel. 

## Geschiedenis
De heerlijkheid Callenberg of Calmont maakte oorspronkelijk deel uit van de bezittingen van de familie de Merode. In 1813 kocht Jean-Pierre Behaghel, een Frans legerofficier, hier het oorspronkelijke kasteel of jachtpaviljoen van de familie de Ghellinck d'Elseghem Vaernewyck. Hij liet het kasteel heropbouwen in empirestijl. 
Zijn dochter Laure Behaghel (1827-1906), echtgenote van baron Alphonse de Crombrugge de Beaupré, liet in 1852 een nieuw en groter kasteel bouwen in eclectische baksteenstijl, ontworpen door architect Eugène Carpentier uit Belœil. Dit nieuwe kasteel lag een 800 meter verder naar het zuiden, dicht bij de grens met Rozenaken en dieper de bossen in.
Advocaat en politicus Gaston Behaghel de Bueren bewoonde het oude kasteel vanaf 1900. Hij erfde het nieuwe kasteel van zijn tante en nam er zijn intrek na haar dood. Hij stelde het oud kasteel daarop ter beschikking gesteld van het Sint-Franciscusklooster uit Kwaremont dat het gebruikte als katholieke vakantiekolonie voor kinderen uit Gent. 
Tijdens de Tweede Wereldoorlog, op 15 augustus 1944, verjoegen de Duitsers de eigenaars uit het nieuwe kasteel. Ze sloegen er een honderdtal V1-raketten op en bouwden er aan een lanceerinstallatie voor diezelfde raketten. Toen de geallieerden naderden hebben de wegvluchtende Duitsers op zondag 3 september 1944 het kasteel grotendeels vernietigd doordat ze alle aanwezige raketten tot ontploffing brachten.
Het oude kasteel werd na de oorlog door de familie Behaghel de Bueren hersteld en opnieuw bewoond. Van het uitgebreide bosdomein zijn grote delen verkocht aan de gemeente Kluisbergen en het Vlaams Gewest, en, aan de andere kant van de taalgrens, aan de gemeente Mont-de-l'Enclus. 
In het kasteelpark bevinden zich zes grafheuvels uit de tweede eeuw die in 1907 werden onderzocht.

## Afbeeldingen

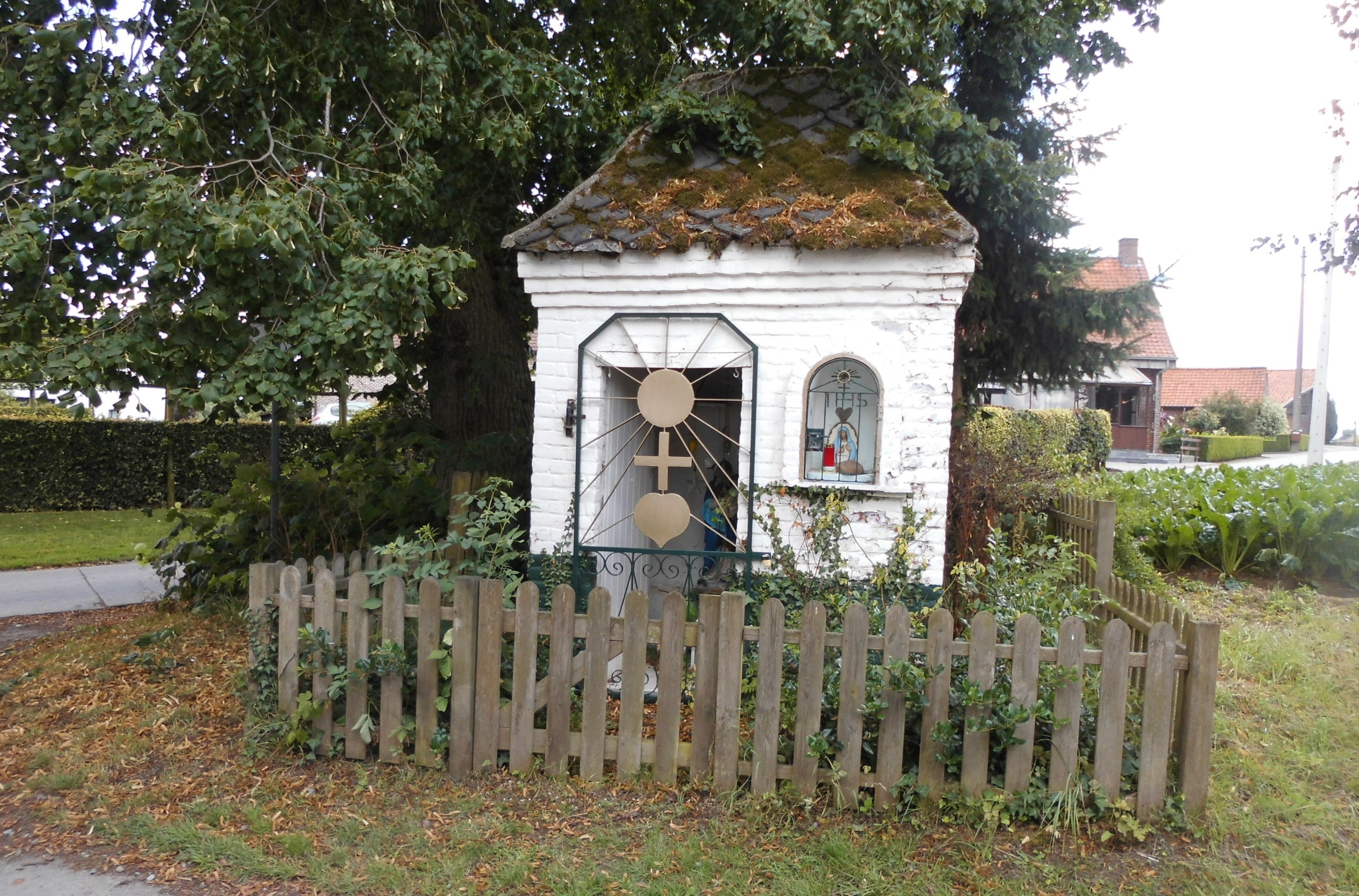
Pompgebouwtje, thans kapel
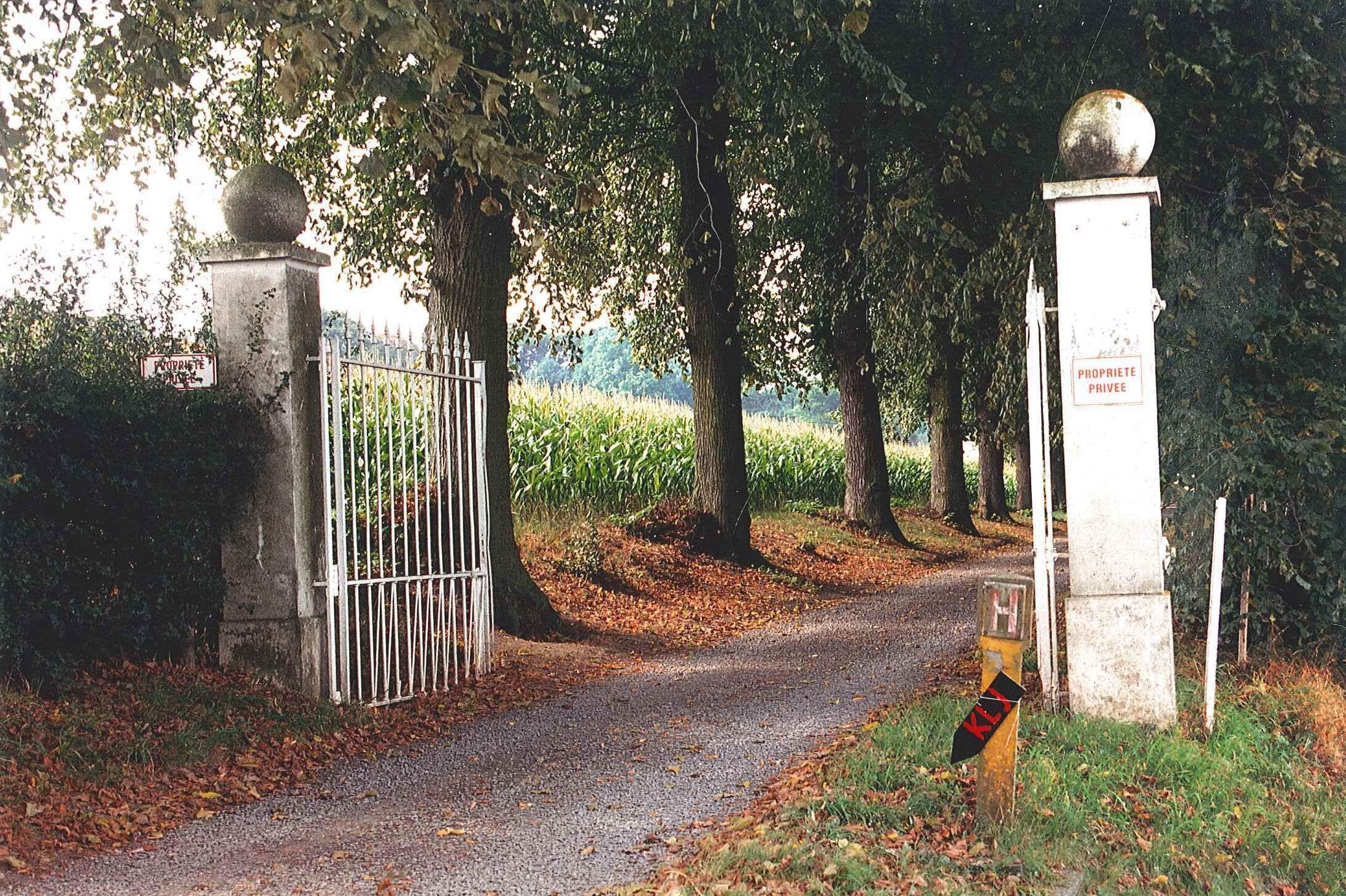
Toegangshek
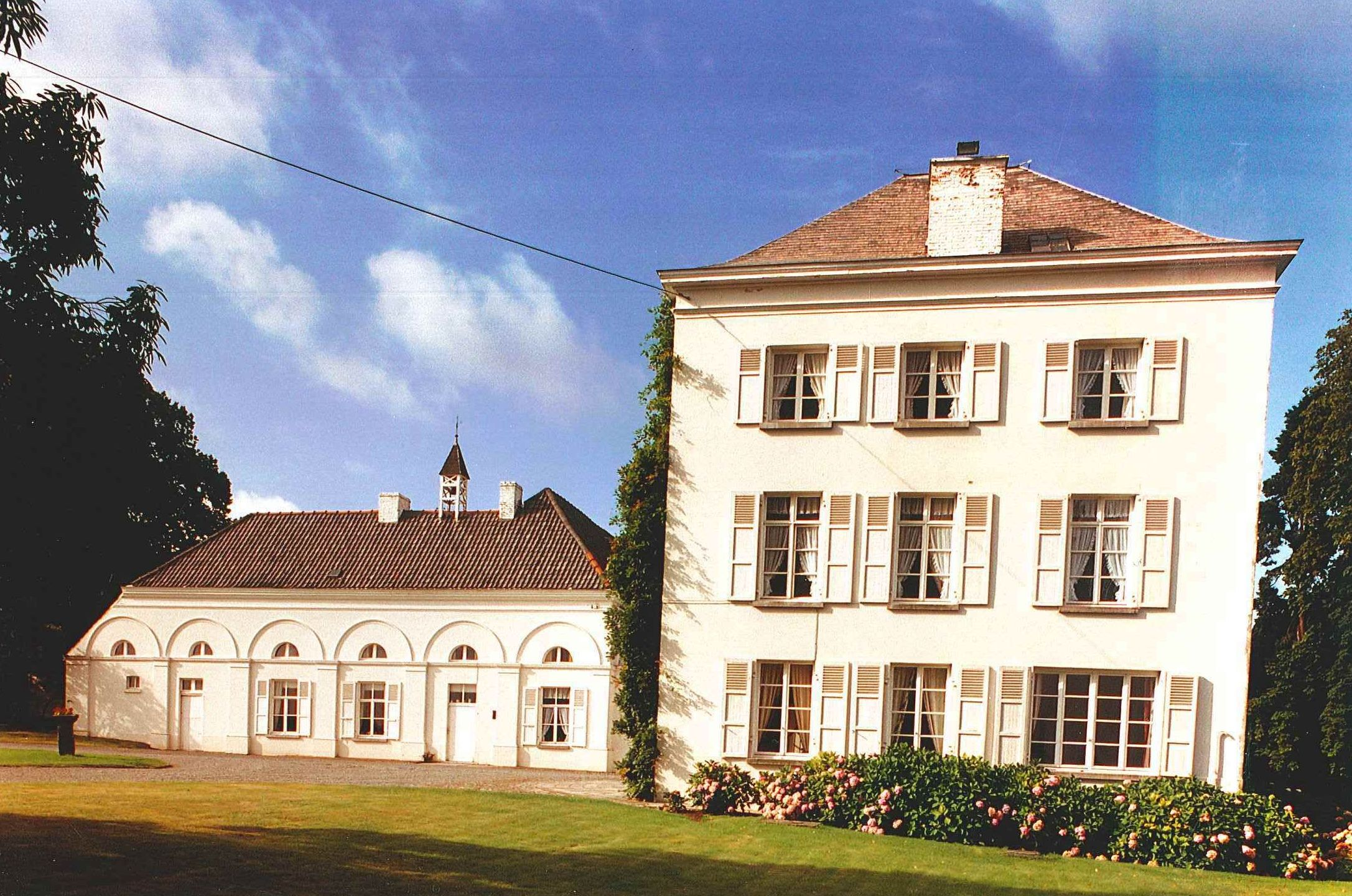
Links het wagenhuis, rechts het landhuis
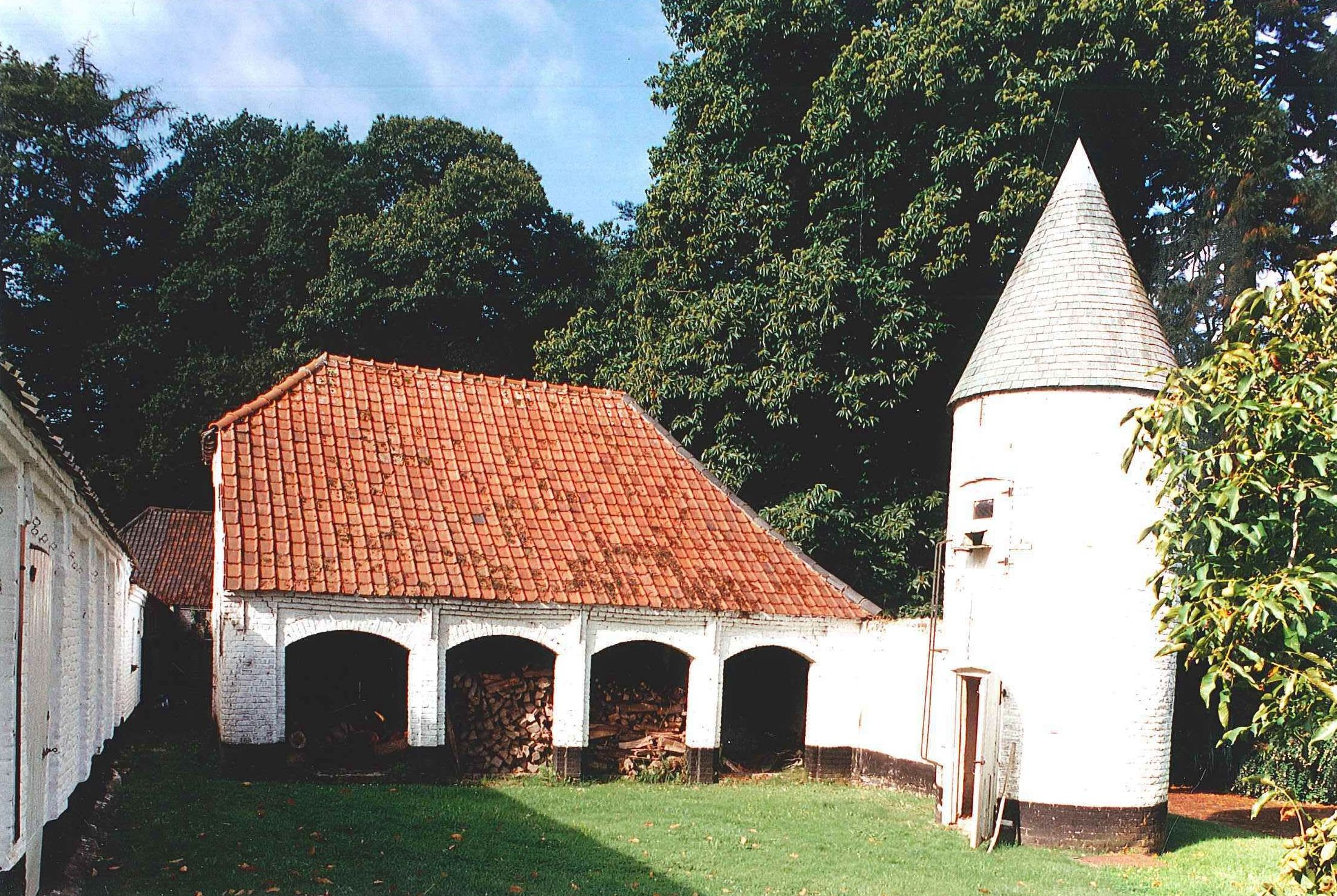
Stallen en duiventoren